# Wakizashi

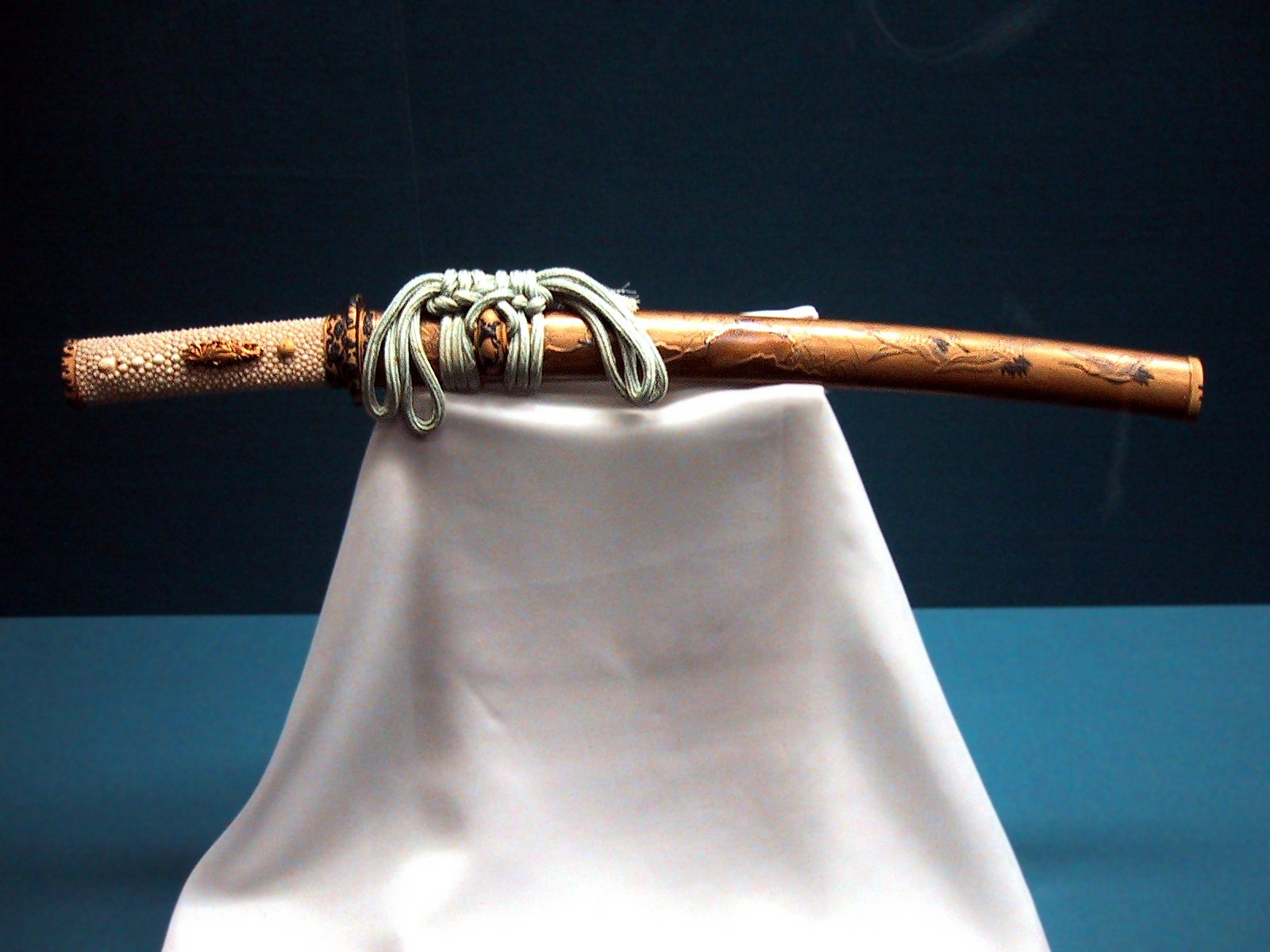
Wakizashi del període Edo

La wakizashi (脇差 o 脇指) és una espasa curta tradicional japonesa, amb una longitud d'entre 30 i 60 centímetres. (En el cas més curt, gairebé caldria parlar de tantō, un tipus japonès de ganivet.) 
La seva forma és similar a la de la katana, encara que el fil és generalment més prim i, per tant, pot ferir amb major severitat a un objectiu desprotegit. Els guerrers samurai sovint hi duien ambdues espases, anomenant-les en conjunt daishō, literalment 'la llarga i la curta'.
La wakizashi es va usar des d'un principi com arma de defensa pel samurai, quan no disposava de la katana. En aquest aspecte va substituir al tantō, abans esmentat, que es va utilitzar al principi i durant les guerres civils. Quan un samurai entrava a un edifici deixava la seua katana en un suport al costat de l'entrada. No obstant això podia dur-ne la wakizashi en tot moment, i fins i tot tenir-la prop mentre dormia per tal de repel·lir qualsevol agressió. En ser més curta i manejable, era més indicada per a la defensa en espais tancats, on molt probablement qualsevol atac o guàrdia d'una katana ensopegaria amb bigues, sostres o mobiliari que entorpís el seu moviment. La wakizashi tenia per tant una funció anàloga a les pistoles en les forces armades modernes, més efectiva en àmbits civils o paramilitars que en combat obert.
La wakizashi també s'usava pels combats dins dels temples, ja que aquests eren de sostre baix, i també per a combatre en postura seiza (postura agenollada amb els peus estesos).
A causa de la seva mida també era utilitzada pels ninges en substitució del ninjato, el qual ocupa un lloc intermedi entre la katana i el wakizashi o kodachi.